# Ruisseau de Bouzaï
Le ruisseau de Bouzaï est une rivière du département Cantal, en France affluent du Moulègre sous-affluent de la Rance donc sous-affluent de la Garonne par le Célé et le Lot.

## Géographie
De 16,1 km de longueur, le ruisseau de Bouzaï prend sa source sur la commune de Saint-Mamet-la-Salvetat dans le département du Cantal et se jette dans le Moulègre sur la commune de Boisset.

## Département et communes traversées
- Cantal : Saint-Mamet-la-Salvetat, Boisset, Vitrac.

## Affluents
Le ruisseau de Bouzaï a cinq petits affluents répertoriés.